# Giro di Sardegna 1971
Il Giro di Sardegna 1971, quattordicesima edizione della corsa, si svolse dal 27 febbraio al 3 marzo 1971 su un percorso di 722,8 km, suddiviso su 5 tappe, la terza e la quarta suddivise su 2 semitappe, con partenza da Potenza e arrivo a Nuoro. La vittoria fu appannaggio del belga Eddy Merckx, che completò il percorso in 19h17'32", precedendo lo svedese Gösta Pettersson ed il connazionale Herman Van Springel.

## Tappe
| Tappa  | Data        | Percorso                                   | km    | Vincitore di tappa | Leader cl. generale |
| ------ | ----------- | ------------------------------------------ | ----- | ------------------ | ------------------- |
| 1ª     | 27 febbraio | Potenza > Salerno                          | 122   | Eddy Merckx        | Eddy Merckx         |
| 2ª     | 28 febbraio | Cagliari > Oristano                        | 125   | Patrick Sercu      | Eddy Merckx         |
| 3ª-1   | 1º marzo    | Oristano > Macomer                         | 84    | Eddy Merckx        | Eddy Merckx         |
| 3ª-2   | 1º marzo    | Macomer > Capo Falcone                     | 132   | Michele Dancelli   | Eddy Merckx         |
| 4ª-1   | 2 marzo     | Sassari > Porto Torres (cron. individuale) | 18,8  | Ole Ritter         | Eddy Merckx         |
| 4ª-2   | 2 marzo     | Porto Torres > Olbia                       | 133   | Guido Reybrouck    | Eddy Merckx         |
| 5ª     | 3 marzo     | Olbia > Nuoro                              | 108   | Eddy Merckx        | Eddy Merckx         |
| Totale | Totale      | Totale                                     | 722,8 |                    |                     |

## Dettagli delle tappe

### 1ª tappa
- 27 febbraio: Potenza > Salerno – 122 km

Risultati
| Pos. | Corridore           | Squadra  | Tempo    |
| ---- | ------------------- | -------- | -------- |
| 1    | Eddy Merckx         | Molteni  | 3h25'11" |
| 2    | Gösta Pettersson    | Ferretti | s.t.     |
| 3    | Herman Van Springel | Molteni  | a 2"     |

| Pos. | Corridore   | Squadra | Tempo |
| ---- | ----------- | ------- | ----- |
| 1    | Eddy Merckx | Molteni | ?     |

### 2ª tappa
- 28 febbraio: Cagliari > Oristano – 125 km

Risultati
| Pos. | Corridore       | Squadra   | Tempo    |
| ---- | --------------- | --------- | -------- |
| 1    | Patrick Sercu   | Dreher    | 3h01'31" |
| 2    | Lorenzo Bosisio | Zonca     | s.t.     |
| 3    | Guido Reybrouck | Salvarani | s.t.     |

| Pos. | Corridore   | Squadra | Tempo |
| ---- | ----------- | ------- | ----- |
| 1    | Eddy Merckx | Molteni | ?     |

### 3ª tappa, 1ª semitappa
- 1º marzo: Oristano > Macomer – 84 km

Risultati
| Pos. | Corridore           | Squadra   | Tempo    |
| ---- | ------------------- | --------- | -------- |
| 1    | Eddy Merckx         | Molteni   | 2h12'45" |
| 2    | Al. Van Vlierberghe | Ferretti  | s.t.     |
| 3    | Gianni Motta        | Salvarani | s.t.     |

| Pos. | Corridore   | Squadra | Tempo |
| ---- | ----------- | ------- | ----- |
| 1    | Eddy Merckx | Molteni | ?     |

### 3ª tappa, 2ª semitappa
- 1º marzo: Macomer > Capo Falcone – 132 km

Risultati
| Pos. | Corridore        | Squadra   | Tempo    |
| ---- | ---------------- | --------- | -------- |
| 1    | Michele Dancelli | Molteni   | 3h25'12" |
| 2    | Franco Bitossi   | Filotex   | s.t.     |
| 3    | Felice Gimondi   | Salvarani | s.t.     |

| Pos. | Corridore   | Squadra | Tempo |
| ---- | ----------- | ------- | ----- |
| 1    | Eddy Merckx | Molteni | ?     |

### 4ª tappa, 1ª semitappa
- 2 marzo: Sassari > Porto Torres – Cronometro individuale – 18,8 km

Risultati
| Pos. | Corridore        | Squadra  | Tempo  |
| ---- | ---------------- | -------- | ------ |
| 1    | Ole Ritter       | Dreher   | 20'48" |
| 2    | Eddy Merckx      | Molteni  | a 28"  |
| 3    | Gösta Pettersson | Ferretti | a 37"  |

| Pos. | Corridore   | Squadra | Tempo |
| ---- | ----------- | ------- | ----- |
| 1    | Eddy Merckx | Molteni | ?     |

### 4ª tappa, 2ª semitappa
- 2 marzo: Porto Torres > Olbia – 133 km

Risultati
| Pos. | Corridore       | Squadra   | Tempo    |
| ---- | --------------- | --------- | -------- |
| 1    | Guido Reybrouck | Salvarani | 3h45'42" |
| 2    | Patrick Sercu   | Dreher    | s.t.     |
| 3    | Ernesto Jotti   | Zonca     | s.t.     |

| Pos. | Corridore   | Squadra | Tempo |
| ---- | ----------- | ------- | ----- |
| 1    | Eddy Merckx | Molteni | ?     |

### 5ª tappa
- 3 marzo: Olbia > Nuoro – 108 km

Risultati
| Pos. | Corridore      | Squadra | Tempo    |
| ---- | -------------- | ------- | -------- |
| 1    | Eddy Merckx    | Molteni | 3h05'53" |
| 2    | Franco Bitossi | Filotex | a 1'13"  |
| 3    | Patrick Sercu  | Dreher  | a 1'14"  |

| Pos. | Corridore           | Squadra  | Tempo     |
| ---- | ------------------- | -------- | --------- |
| 1    | Eddy Merckx         | Molteni  | 19h17'32" |
| 2    | Gösta Pettersson    | Ferretti | a 2'43"   |
| 3    | Herman Van Springel | Molteni  | a 3'57"   |

## Classifiche finali

### Classifica generale
| Pos. | Corridore              | Squadra   | Tempo     |
| ---- | ---------------------- | --------- | --------- |
| 1    | Eddy Merckx            | Molteni   | 19h17'32" |
| 2    | Gösta Pettersson       | Ferretti  | a 2'43"   |
| 3    | Herman Van Springel    | Molteni   | a 3'57"   |
| 4    | Gianni Motta           | Salvarani | a 6'05"   |
| 5    | Italo Zilioli          | Ferretti  | a 6'15"   |
| 6    | Jos Deschoenmaecker    | Molteni   | a 6'16"   |
| 7    | Jos Huysmans           | Molteni   | a 6'45"   |
| 8    | Albert Van Vlierberghe | Ferretti  | a 8'50"   |
| 9    | Felice Gimondi         | Salvarani | a 9'11"   |
| 10   | Ole Ritter             | Dreher    | a 10'32"  |